# Ibrahim Ahmad Dżabr
Ibrahim Ahmad Dżabr (arab. إبراهيم أحمد جبر) – egipski zapaśnik walczący w stylu klasycznym. Złoty medalista mistrzostw Afryki w 2004 i srebrny 2002 i 2006. Ósmy na igrzyskach śródziemnomorskich w 2005 roku.